# Papers de Versàlia
Papers de Versàlia és un col·lectiu de poetes de Sabadell, format per Marcel Ayats, Josep Gerona, Esteban Martínez, Quilo Martínez i Josep Maria Ripoll, tot i que al principi també en formaven part Òscar Rocabert, Sílvia Melgarejo i Pere Gil, els quals eventualment van sortir del grup.
A final de l'any 2001, Josep Gerona va reunir a l'Alliance Française de Sabadell uns quants poetes, coneguts seus, amb la idea que s'anessin veient, intercanviant poemes i parlant de poesia. A partir d'una lectura col·lectiva, comencen a reunir-se periòdicament al pati noucentista de la Casa Taulé, on hi ha la seu de l'Aliança Francesa de Sabadell, per parlar de poesia.
Al març del 2002 va aparèixer el seu primer número de plaquetes, que es convertiria en la seva publicació més coneguda, cadascuna amb un nom que segueix l'ordre alfabètic (Ara, Blau, Call, Dins...). A cada entrega l'acompanya  l'obra d'un o diversos pintors convidats per tal de donar espai als pintors locals de Sabadell. L'any 2010 va concloure aquesta sèrie amb la publicació del Núm. Z.
L'edició contínua de les plaquetes va conduir el grup a publicar llibres. A principis de l'any 2005 es van publicar els dos primers títols de la col·lecció Zona blanca: dels marges, de Josep Maria Ripoll, i Los azulejos públicos, de Francesc Reina.
El col·lectiu compta amb quatre col·leccions diferents (Plaquettes de poesia, Llibres col·lecció Zona Blanca, Col·lecció la Galeria i Quaderns de Versàlia) i prop d'una cinquantena de llibres publicats.
Des de l'any 2014 duen a terme un cicle de lectures poètiques a la Biblioteca Vapor Badia titulades "Llegir poesia en temps de crisi" i els dilluns i dimarts poètics que s'ha anat duent a terme a la Unió Excursionista de Sabadell. Anualment convoquen un recital poètic per la Festa Major de Sabadell.